# Mir iz Frederiksborga
Mir iz Frederiksborga med Dansko - Norveško in Švedsko so podpisali 3. julija 1720jul. / 14. julija 1720greg.  v viteški dvorani gradu Frederiksborg. Končal je veliko severno vojno med državama. Švedska se je zavezala, da bo plačala 600.000 rajhstalerjev Danski in Norveški, izgubila privilegij, da pluje skozi Sund brez carine in prekinila je zavezništvo z  delnim  vojvodstvom dinastije Gottdorf v vojvodinah Schleswig in Holstein. Danski kralj je formalno prejel tudi vojvodski delež vojvodine Schleswig, ki jo je zasedal od leta 1713 dalje.
Po drugi strani so Švedi dobili nazaj izgubljeno trdnjavo Carlsten nad Marstrandom. Danski viceadmiral Peter Wessel Tordenskiold jo je z zvijačo zasedel 15. julija 1719.